# Distrikt 13 (Teheran)

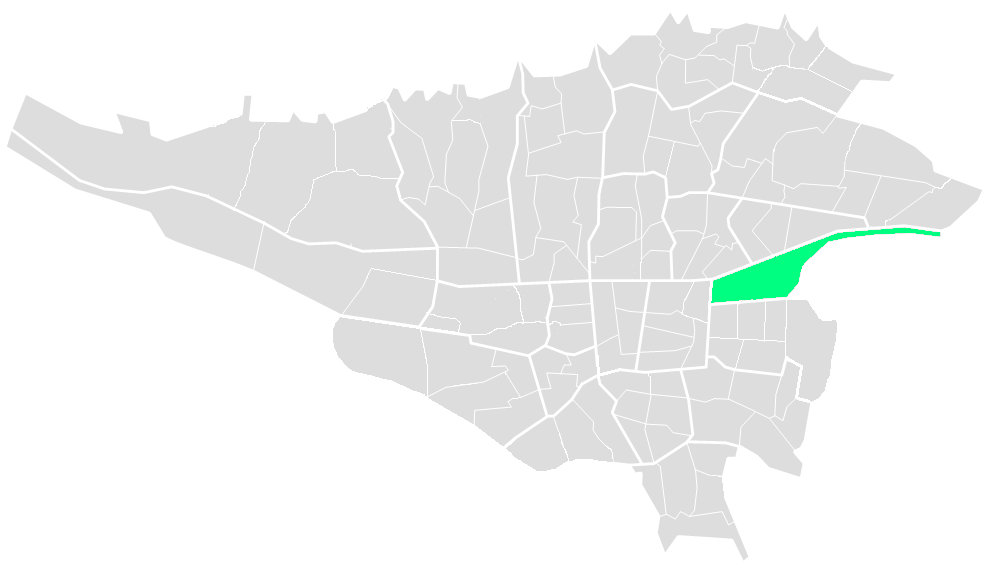
Lage von Distrikt 13 in der Stadt Teheran

Distrikt 13 (persisch: منطقه ۱۳ شهرداری تهران) ist ein Stadtbezirk von Teheran. Der Bezirk befindet sich im Osten von Teheran und wird von der Damawand Street im Norden, den Yasini Highway im Osten, die Piroozi Street im Süden und die Hafdeh Shahrivar Street im Westen begrenzt. Aufgrund der Militär-, Industrie- und Handelszentren in dem Bezirk wird er täglich von mehr als 10.000 Pendler befahren. Im Distrikt 13 hat die iranische Luftwaffe ihren Sitz. Die wichtigsten Handelszentren in der Region sind Damavand Industrial Order und Dehghan Commercial Order.
Im Distrikt 13 gibt es 154 Schulen und 46 Moscheen. Mohammad Ali Najafi, der Bürgermeister von Teheran, ernannte Morteza Rahmanzadeh am 11. September 2017 zum Bezirksbürgermeister des 13. Bezirks. Zudem gibt es 13 Stadtteile und sechs Metro-Stationen sowie weitere Freizeiteinrichtungen.